# Corts de Barcelona (1372-1373)
Les Corts Catalanes varen ser convocades pel rei Pere el Cerimoniós a Barcelona, en 1372-1373, durant el període de regència de la Generalitat de Catalunya.
El donatiu que s'aporta al rei per lluitar a la revolta de Sardenya, aquesta vegada tindrà com a garantia les dècimes que el papa havia donat al rei. L'import va ser de 30.000 florins als que cal sumar altres 10.000 que es deixaren per armar sis galeres per a protegir la costa catalana.
El regent, Bernat Bussot, es va haver d'enfrontar a la negativa dels andorrans a pagar les generalitats, adduint que tenien privilegis reials. Es decidí donar-los-hi el mateix tractament que a aragonesos i valencians quena feien comerç, cobrant només l'impost d'entrades i eixides. També es decidí disposar guardes als ports dels Pirineus per a evitar que els andorrans entressin mercaderies sense pagar.